# Wiegelied (Weinberg)
Het wiegelied van Mieczysław Weinberg is een compositie die afgerond werd op 24 oktober 1935. Het werk kreeg "opus 1" toebedeeld. Het is niet zijn eerste werk. Tijdens zijn verblijf in Warschau, nog in zijn kinderjaren, schreef Weinberg al muziek. Deze zijn niet bewaard gebleven want Weinberg moest op de vlucht en hij nam waarschijnlijk alleen Twee mazurka's mee. De rest verbleef nog in Warschau, toen Nazi-Duitsland daar huis hield. Een groot deel van de familie van Weinberg werd uitgemoord.
Weinbergs muziek zou later veel kenmerken vertonen van de muziek van Dmitri Sjostakovitsj. De kiem daarvoor lijkt hier al aanwezig. Het wiegeliedje, normaal rustig in sfeer, is hier onrustig. David Fanning, biograaf van Weinberg, omschreef het meer als een werkje gezien vanuit lijdzame ouders.   